# Autoroute A20 (Italie)
Pour les articles homonymes, voir A20.

Carte Autoroute A20

L’autoroute italienne A20, longue de 181 km (y compris les 21 km du périphérique de Messine), gérée par le Consorzio per le Autostrade Siciliane, est une autoroute payante. 

Si l'on compte le trajet commun avec l'A19, on arrive à un trajet de 227 km (206 depuis le péage de Messine nord). 

## Histoire
En 1969, c'est la société Technital Spa, de Vérone, qui reçoit le marché des 12 premiers kilomètres, sur le territoire de la commune de Messine, entre l'échangeur Messine-Boccetta et celui de Messine-nord-Villafranca. Puis, les tronçons sont attribués progressivement jusqu'en 1975 où la loi « Bucalossi » met un frein aux attributions de chantier et n'autorise que la poursuite de ceux déjà attribués.
Ce n'est qu'en 1984 que le consortium Messine-Patti, présidé par Vincenzo Ardizzone qui avait jusque-là géré la réalisation de l'autoroute, relance l'attribution de chantiers, malgré des rivalités entre les communes. En 1988, on ouvre enfin le trajet Rocca di Caprileone - Sant'Agata Militello. 
En 1992, c'est le tour des 8 km supplémentaires entre Sant’Agata Militello et Acquedolci Furiano, mais des affaires de corruption retardent la progression des travaux, en particulier autour du procès de Filippo Salamone.
En 1997, le consortium Messine-Palerme regroupe les autres sociétés et c'est en 1998 que reprennent les travaux du tronçon Cefalù-Pollina-Castelbuono. Pour autant, les subventions sont lentes à venir, et les entreprises font faillite l'une après l'autre. 
En 2001, avec seulement 41 km à terminer, le gouvernement d'Angelo Capodicasa (Ds) attribue au projet un financement de 300 millions d'euros, ce qui permet aux travaux de reprendre, sous haute surveillance anti-mafieuse.
On parvient enfin à l'ouverture du dernier tunnel, en 2004, entre Tusa et San Mauro Castelverde. 
Il aura fallu 36 ans pour finir cette éternelle inachevée (eterna incompiuta), entre les divers procès pour corruption, les attentats sur les chantiers, et les imbroglios politiques.

## L'autoroute actuelle
Artère fondamentale de la Sicile, reliant le chef-lieu régional à Messine, et permettant ainsi l'accès à la Calabre, on y a recensé en 2003 21 millions de véhicules.
Le premier tronçon est gratuit, c'est le périphérique de Messine (échangeurs de Messine Sud - Tremestieri, Messine San Filippo, Messine Gazzi, Messine Centre, Messine Boccetta, Messine Giostra (en construction) Messine Annunziata (en construction) et Messine Nord - Villafranca Tirrena).

### Parcours
| A20 MESSINE - PALERME |                                                    |       |       |          |                  |
| Type                  | Affichage                                          | ↓km↓  | ↑km↑  | Province | Route européenne |
|                       | A18 vers Catane                                    | 0,0   | 181,8 | ME       |                  |
|                       | Péage de Messine-Sud                               | 0,0   | 181,8 | ME       |                  |
|                       | Messine Sud - Tremestieri                          | 0,0   | 181,8 | ME       |                  |
|                       | Aire de services "Tremestieri Ovest"               | -     | 180,0 | ME       |                  |
|                       | Messine San Filippo                                | 3,5   | 178,3 | ME       |                  |
|                       | Messine Gazzi                                      | 5,1   | 176,7 | ME       |                  |
|                       | Messine Centre Transfert vers Villa San Giovanni   | 7,1   | 174,7 | ME       |                  |
|                       | Messine Boccetta Transfert vers Villa San Giovanni | 9,1   | 172,7 | ME       |                  |
|                       | Messine Giostra                                    |       |       | ME       |                  |
|                       | Messine Annunziata                                 |       |       | ME       |                  |
|                       | Péage de Messine Nord                              | 21,0  | 160,8 | ME       |                  |
|                       | Villafranca Tirrena (une seule direction : ME)     | 21,0  | -     | ME       |                  |
|                       | Aire des services "Divieto"                        | 22    | 159   | ME       |                  |
|                       | Rometta                                            | 24,7  | 157,1 | ME       |                  |
|                       | Torregrotta - Monforte San Giorgio                 |       |       | ME       |                  |
|                       | Milazzo - Isole Eolie                              | 38,5  | 143,3 | ME       |                  |
|                       | Aire de services "Olivarella Sud"                  | -     | 140   | ME       |                  |
|                       | Barcellona Pozzo di Gotto                          | 47,2  | 134,6 | ME       |                  |
|                       | Portorosa - Furnari                                |       |       | ME       |                  |
|                       | Falcone                                            | 58,7  | 123,1 | ME       |                  |
|                       | Aire de services "Tindari"                         | 61    | 119   | ME       |                  |
|                       | Patti                                              | 67,2  | 114,6 | ME       |                  |
|                       | Brolo-Capo d'Orlando est                           | 84,7  | 97,1  | ME       |                  |
|                       | Capo d'Orlando (en projet)                         | 90,0  | 91,8  | ME       |                  |
|                       | Rocca di Capri Leone-Capo d'Orlando ouest          | 97,8  | 84,0  | ME       |                  |
|                       | Sant'Agata di Militello                            | 106,6 | 75,2  | ME       |                  |
|                       | Aire de services "Acquedolci Sud"                  | -     | 70    | ME       |                  |
|                       | Reitano-Santo Stefano di Camastra                  | 135,0 | 46,8  | ME       |                  |
|                       | Tusa                                               | 144,0 | 37,8  | ME       |                  |
|                       | Pollina-Castelbuono                                | 155,0 | 26,8  | PA       |                  |
|                       | Cefalù                                             | 168,0 | 13,8  | PA       |                  |
|                       | Péage de Buonfornello                              | 180,8 | 1,0   | PA       |                  |
|                       | A 19 vers Catane                                   | 181,8 | 0,0   | PA       |                  |
|                       | A19 vers Palermo                                   | 181,8 | 0,0   | PA       |                  |